# Pezza (araldica)
Pezza è un termine utilizzato in araldica per indicare un insieme di carichi araldici caratterizzati dall'avere una forma geometrica che non è assimilabile ad alcuna immagine connessa con il mondo naturale o immaginario.
Il termine si applica sia alle pezze onorevoli, ed alle connesse pezze diminuite, sia alle pezze araldiche propriamente dette e cioè a quei particolari mobili araldici che non hanno una posizione predeterminata sullo scudo ma non sono delle figure araldiche.

## Pezze araldiche propriamente dette

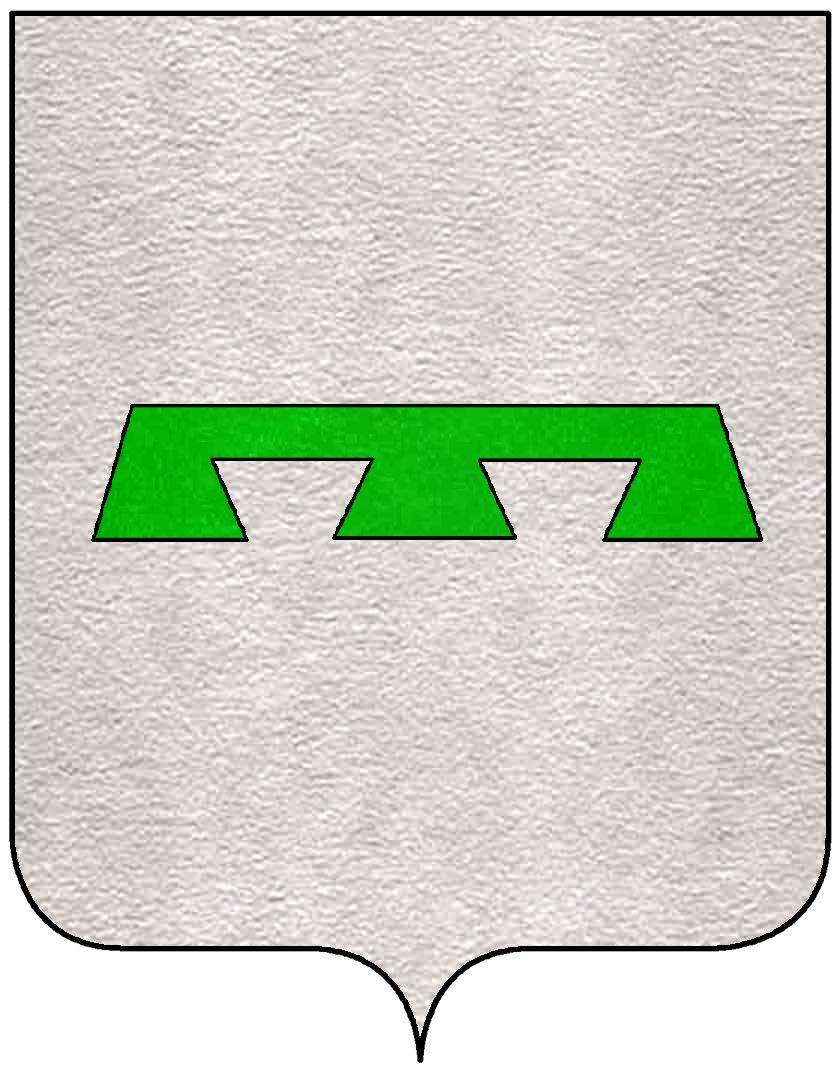
Lambello
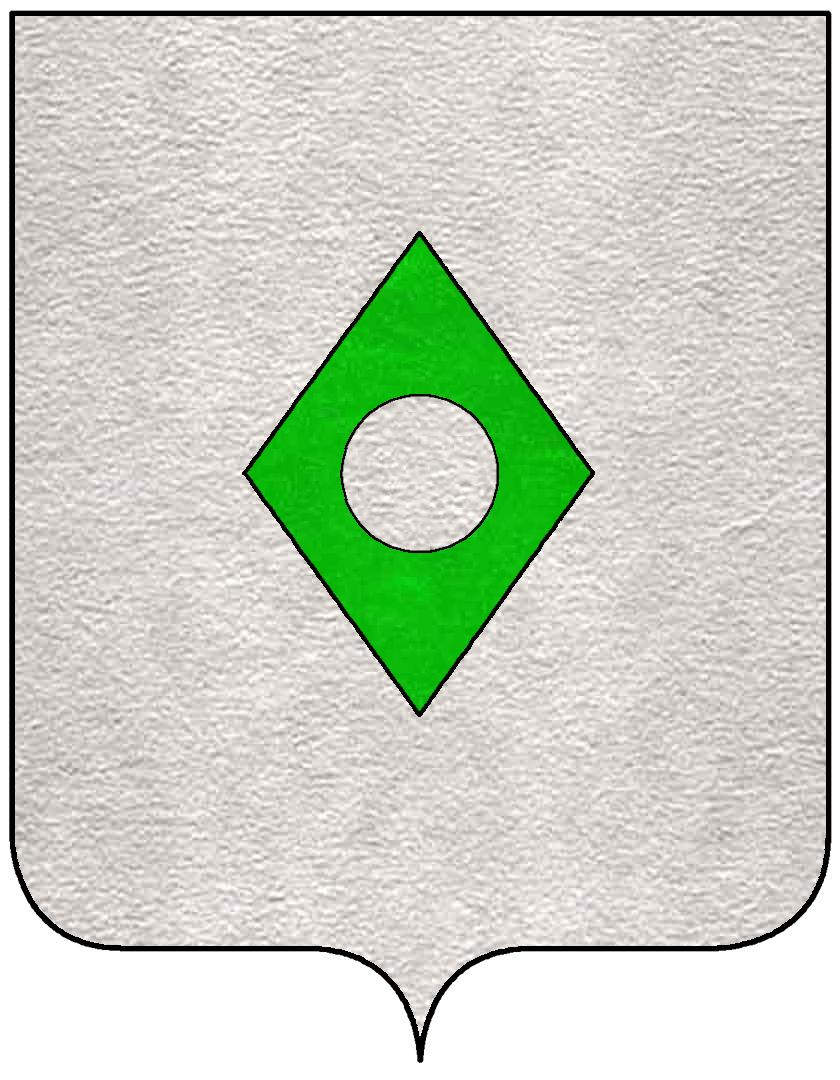
Losanga forata
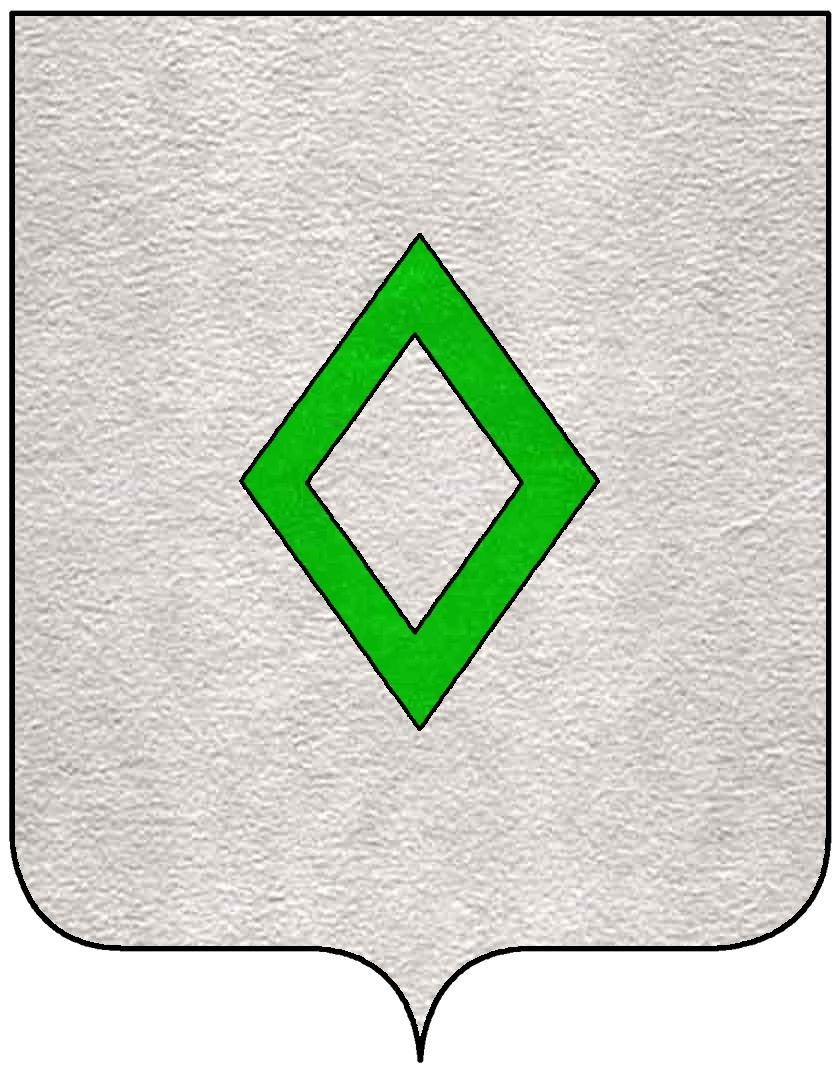
Losanga vuota

Sono degli elementi grafici aventi forma geometrica, come le pezze onorevoli ma che, a differenza di queste, sono dei mobili.
L'elenco di tali forme è tanto vasto quanto controverso in quanto i vari araldisti hanno fatto a gara per categorizzare  i carichi araldici secondo i criteri più variabili ed aderenti al loro singolo modo di vedere.
In questa classificazione possono rientrare il bisante, con i derivati torta, bisante-tortello, tortello-bisante e fontana, il gherone, il lambello, la losanga, con i suoi derivati losanga forata e losanga vuota, lo scudetto, il fuso, le amaidi (o sedile di botte), il biglietto (o plinto), il quadretto, i cerchi concentrici, il cerchio, la croce potenziata, la crocetta, la crocetta in decusse, la frette, il lunello, il pentalfa, il triangolo.

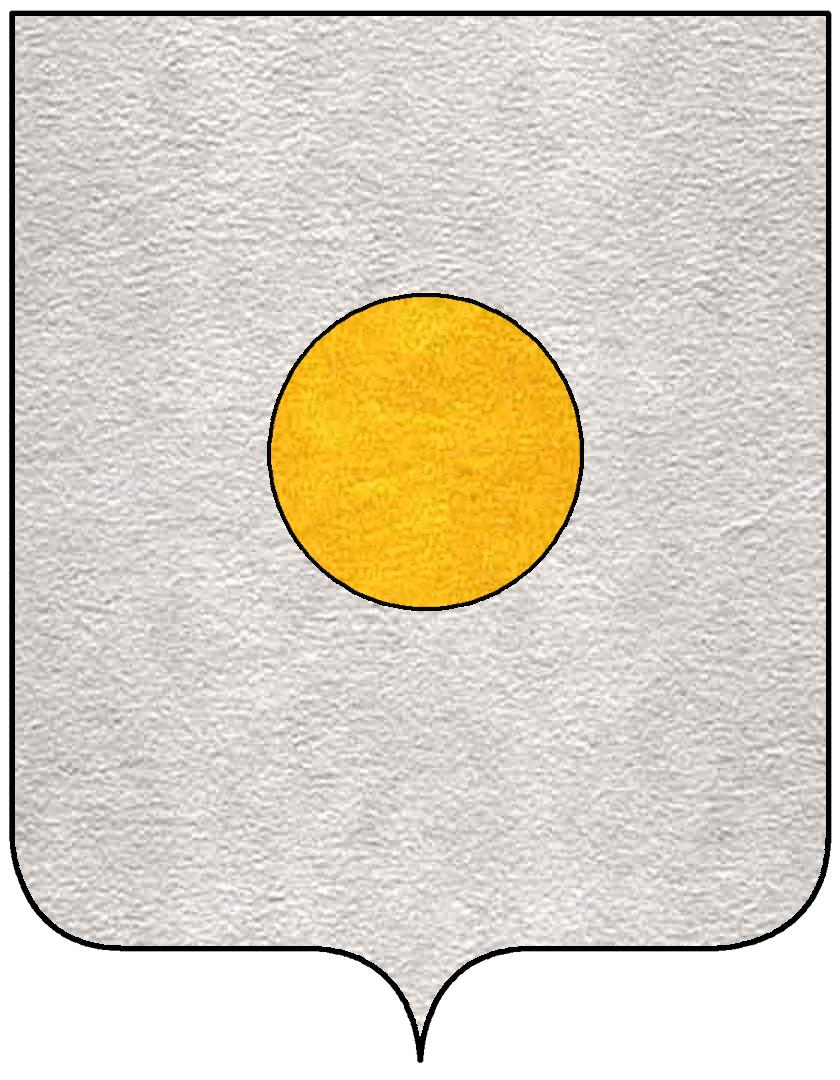
Bisante
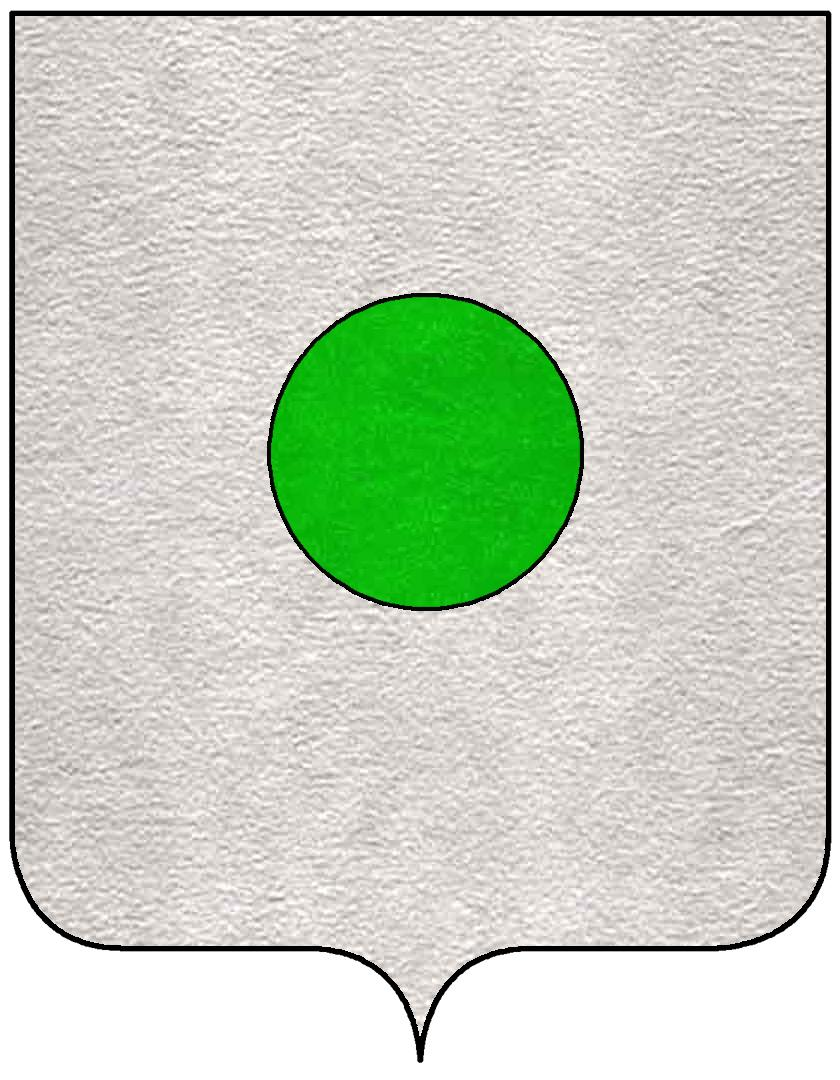
Torta
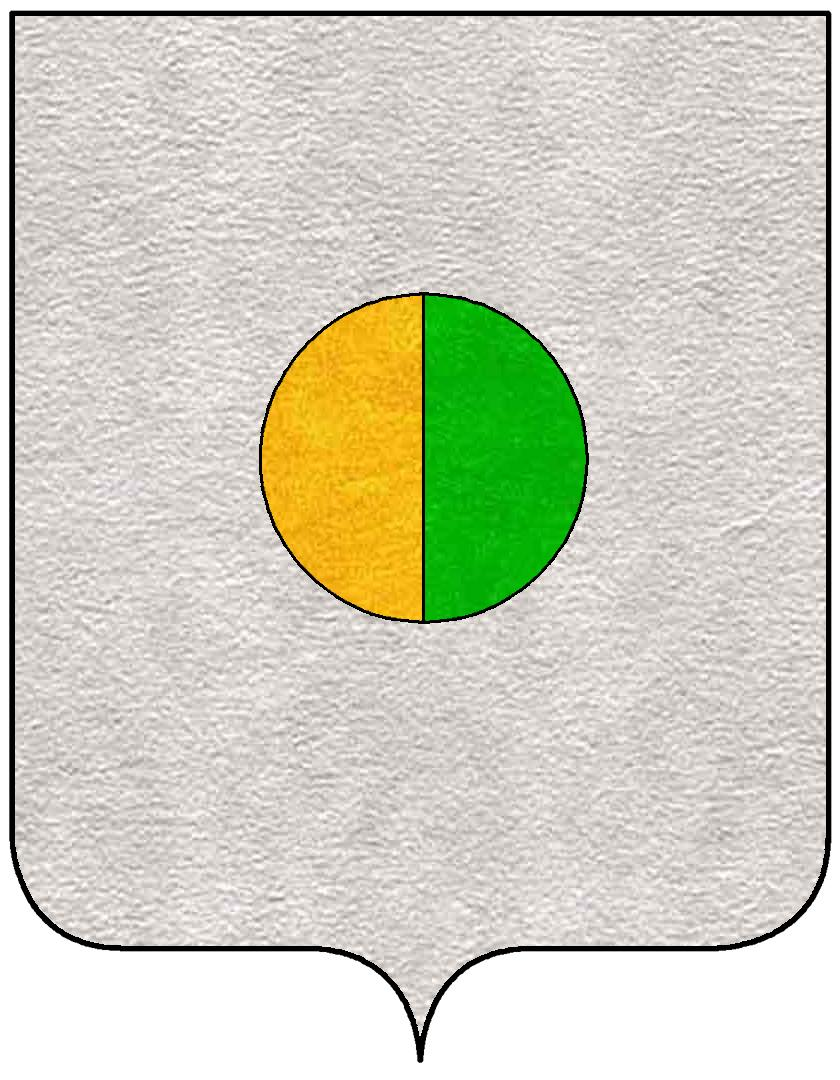
Bisante-tortello

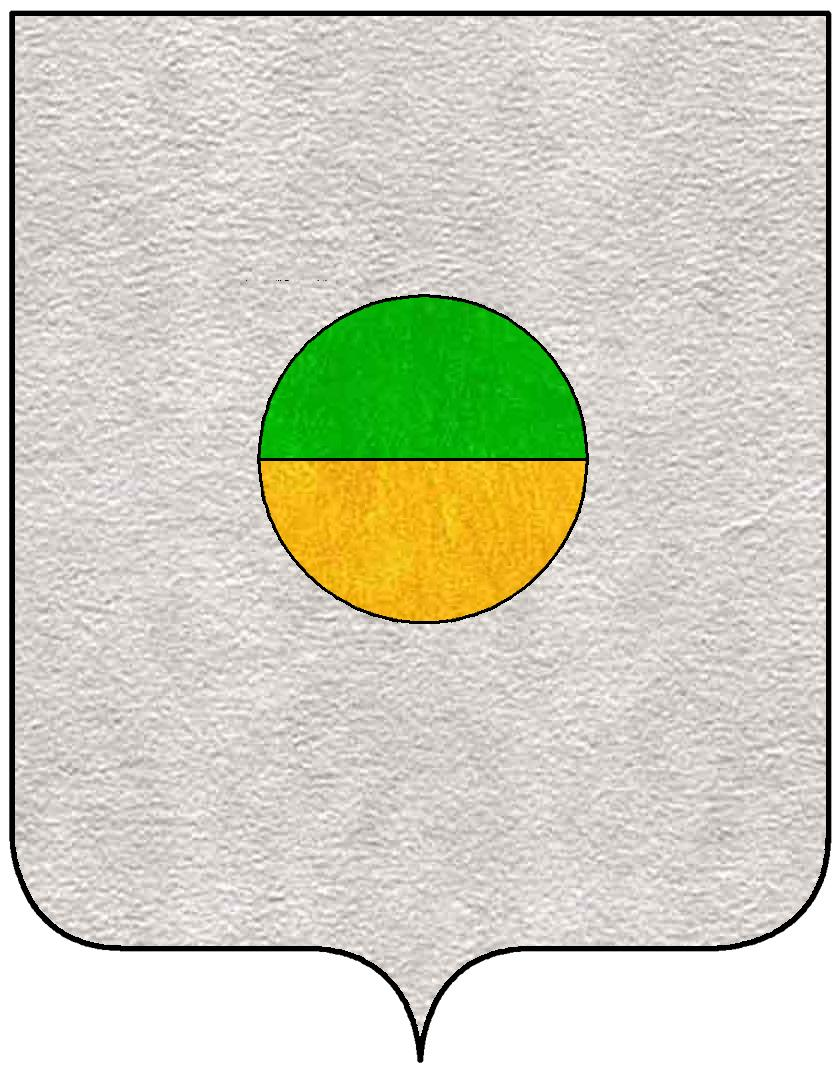
Tortello-bisante
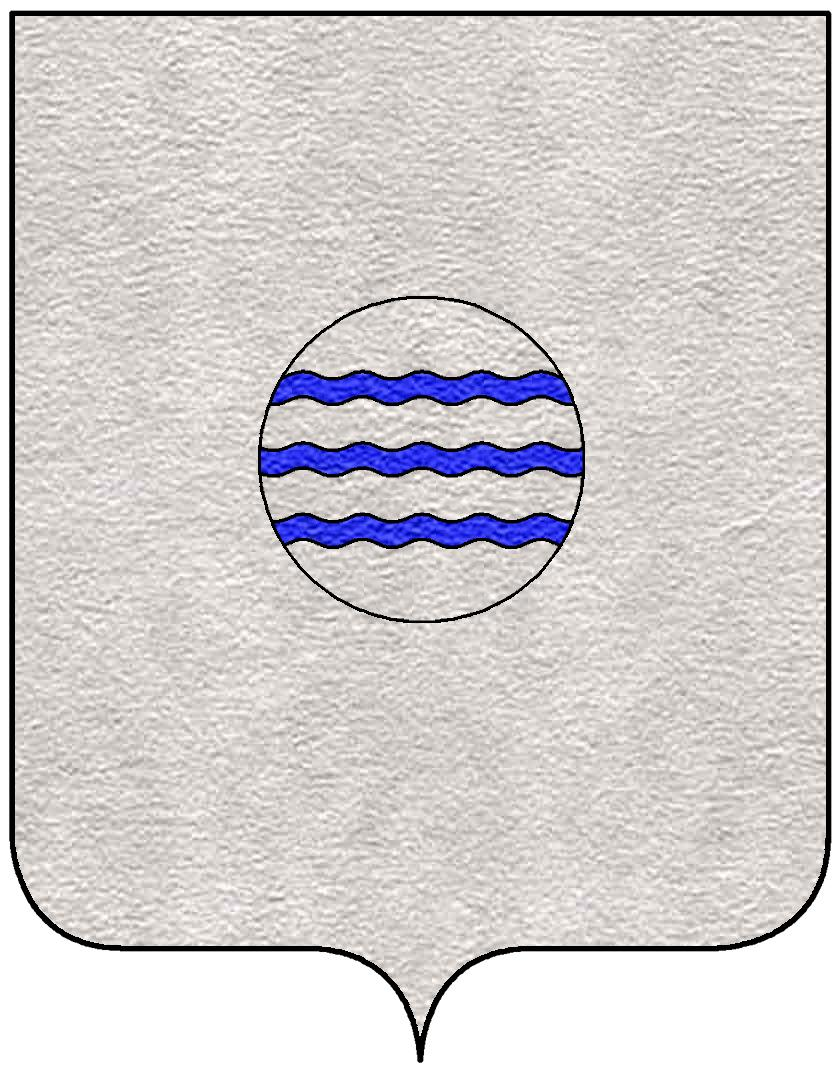
Fontana
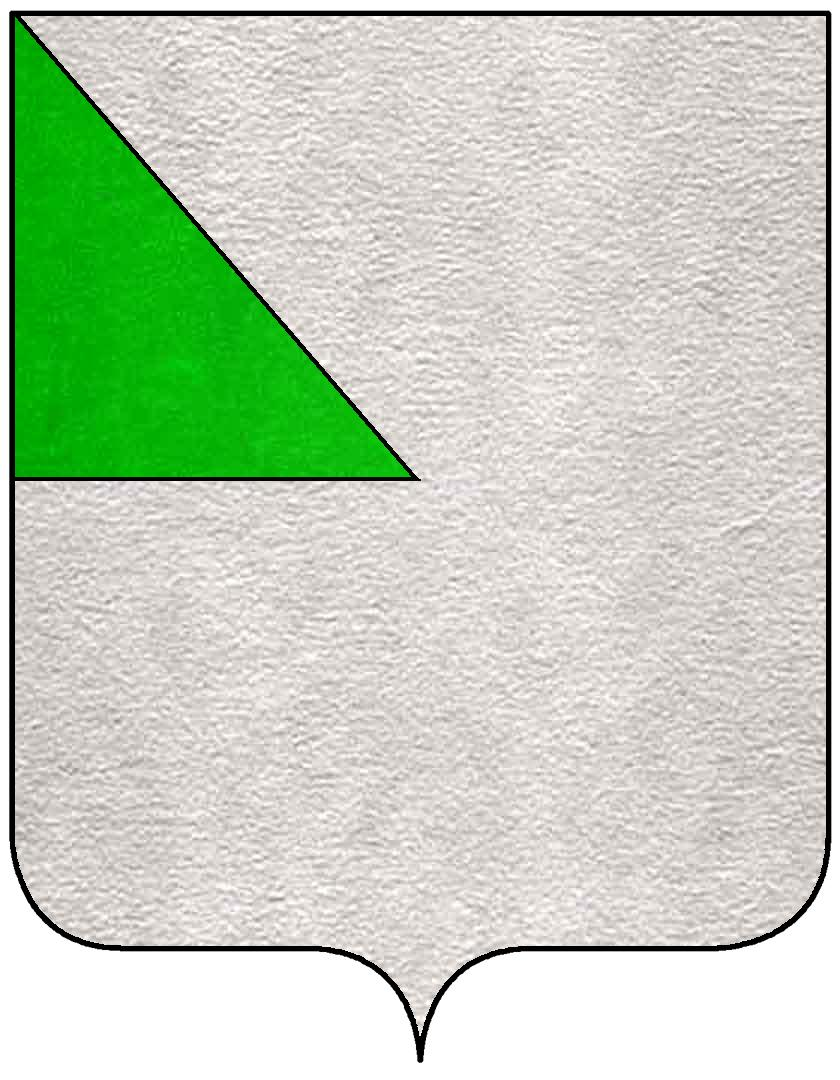
Gherone

- Lambello
- Losanga forata
- Losanga vuota

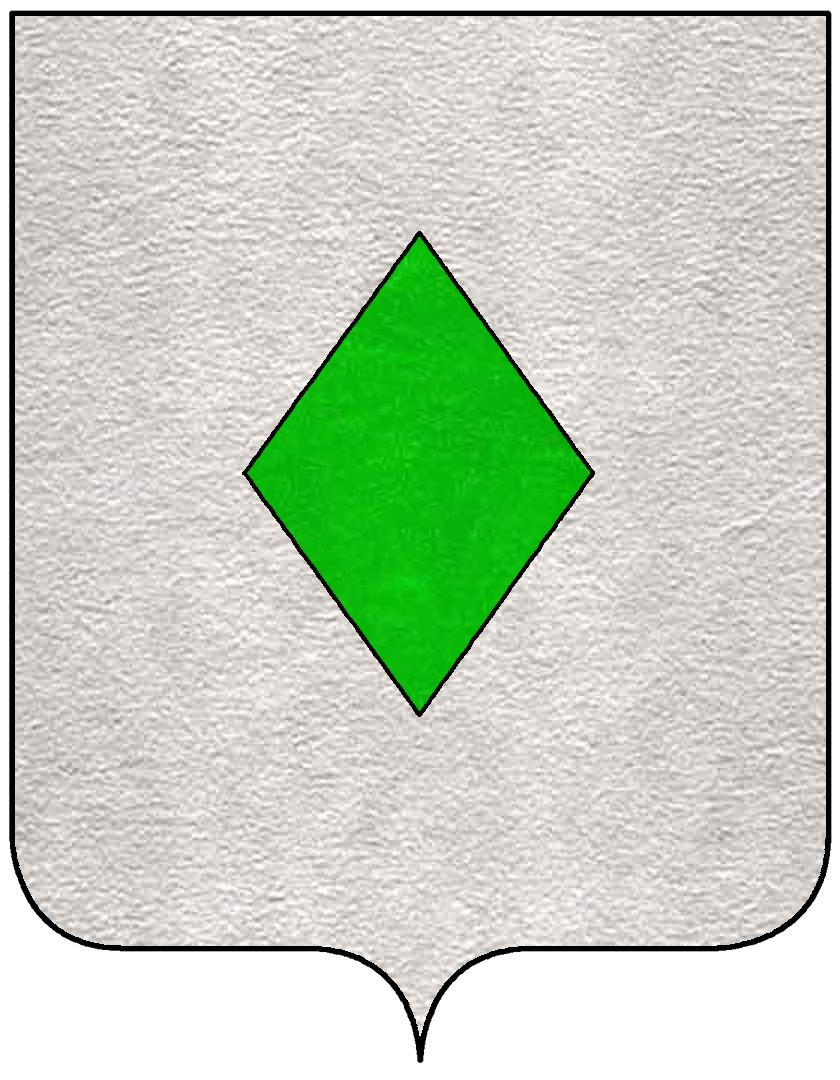
Losanga
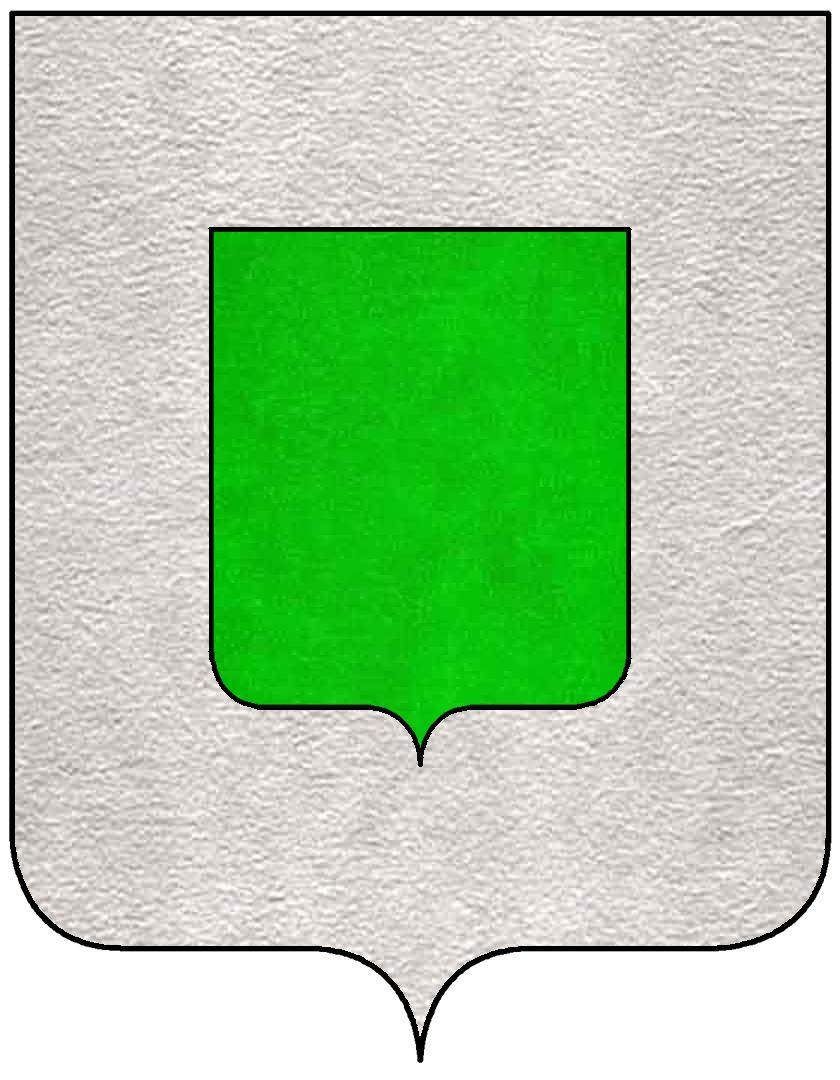
Scudetto (quando è mobile)
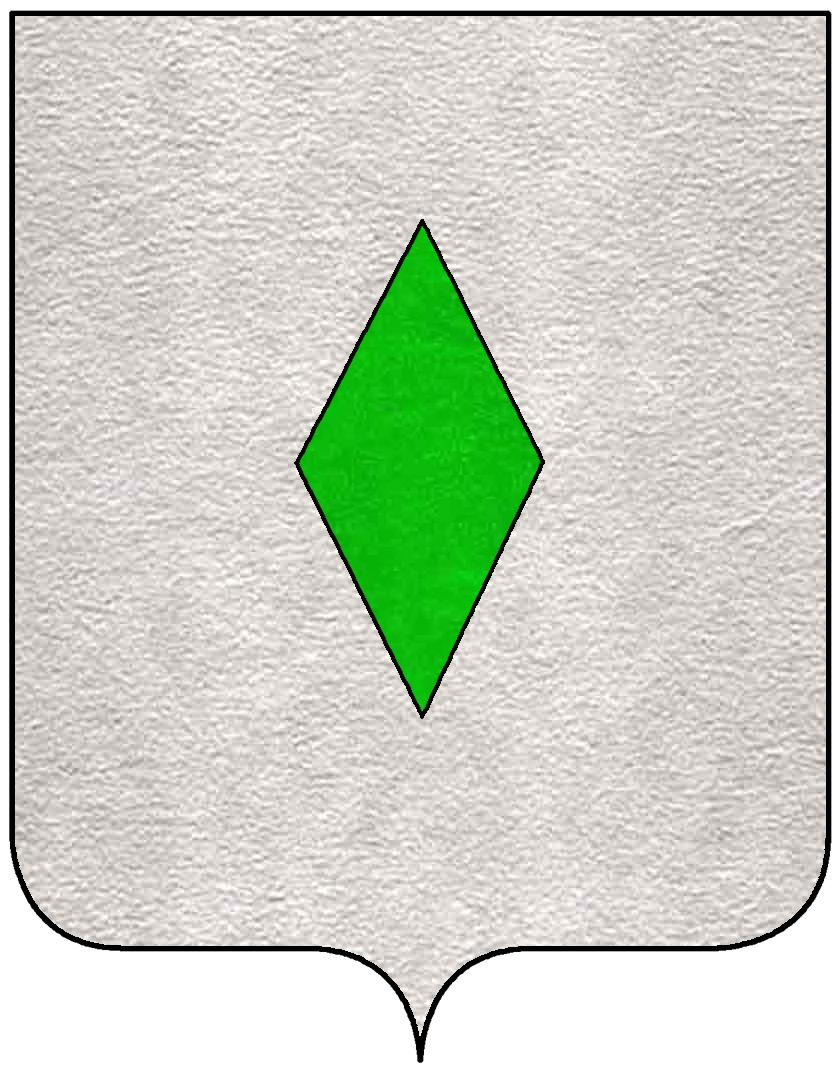
Fuso

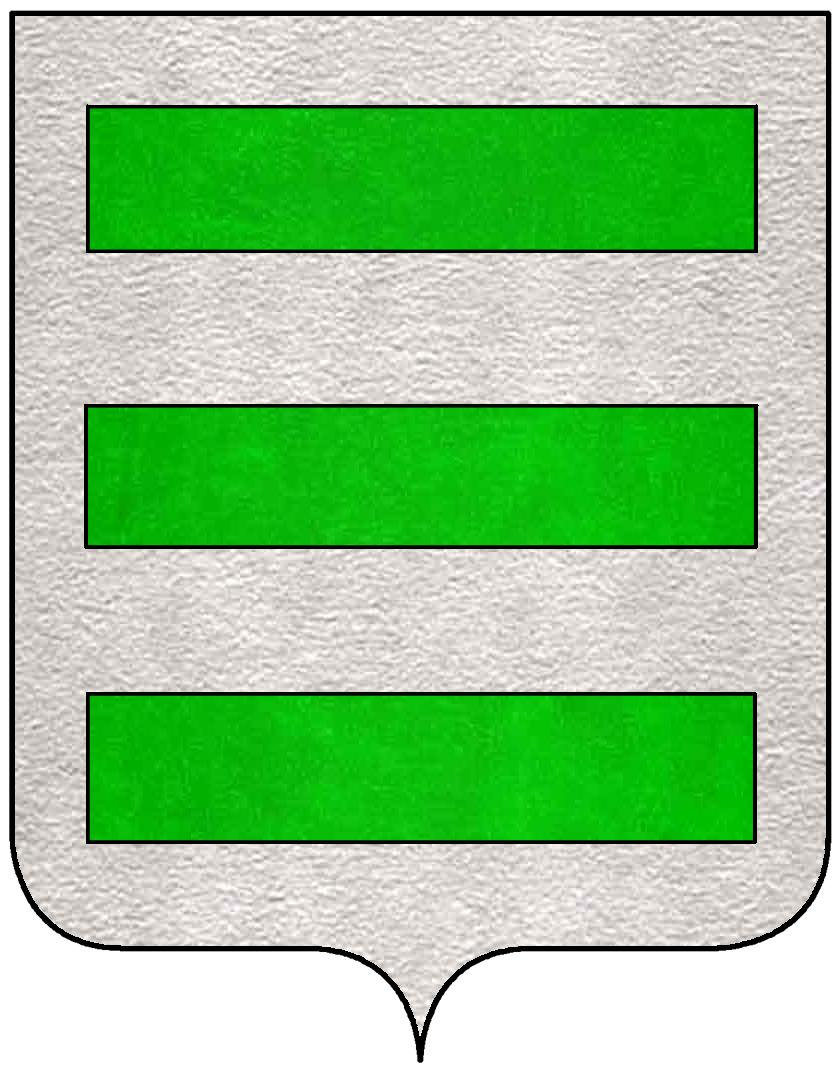
Amaidi
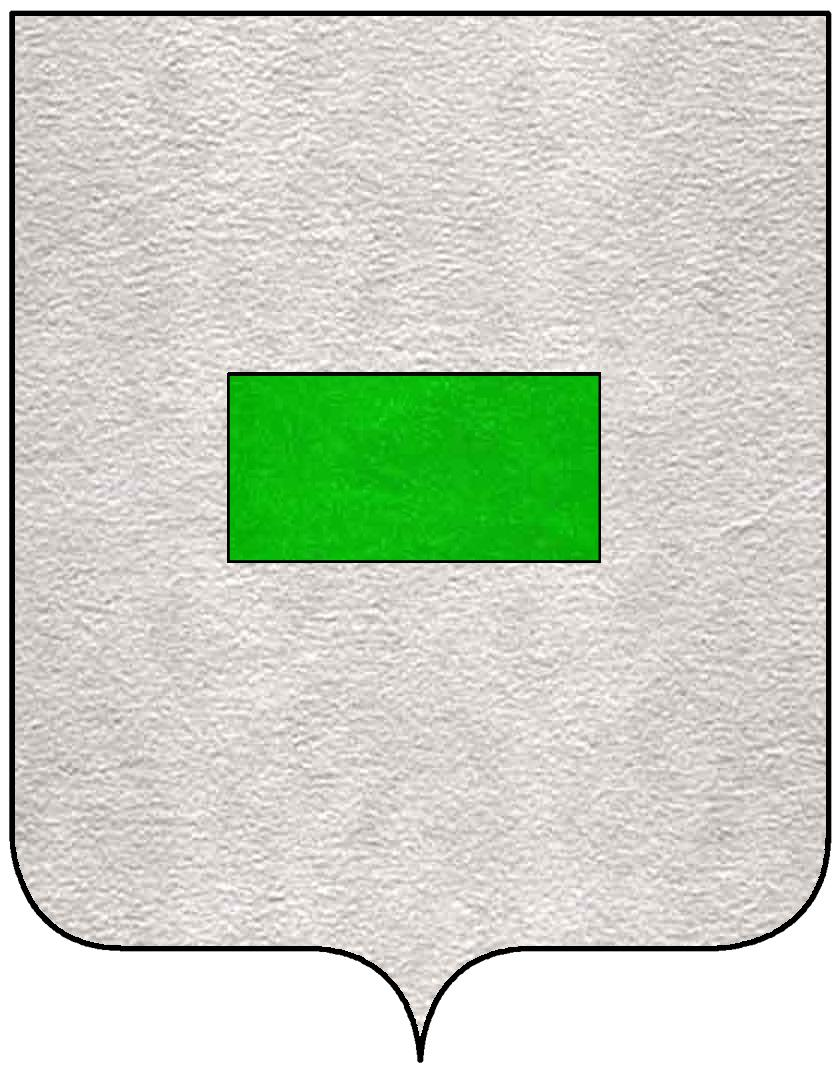
Biglietto coricato
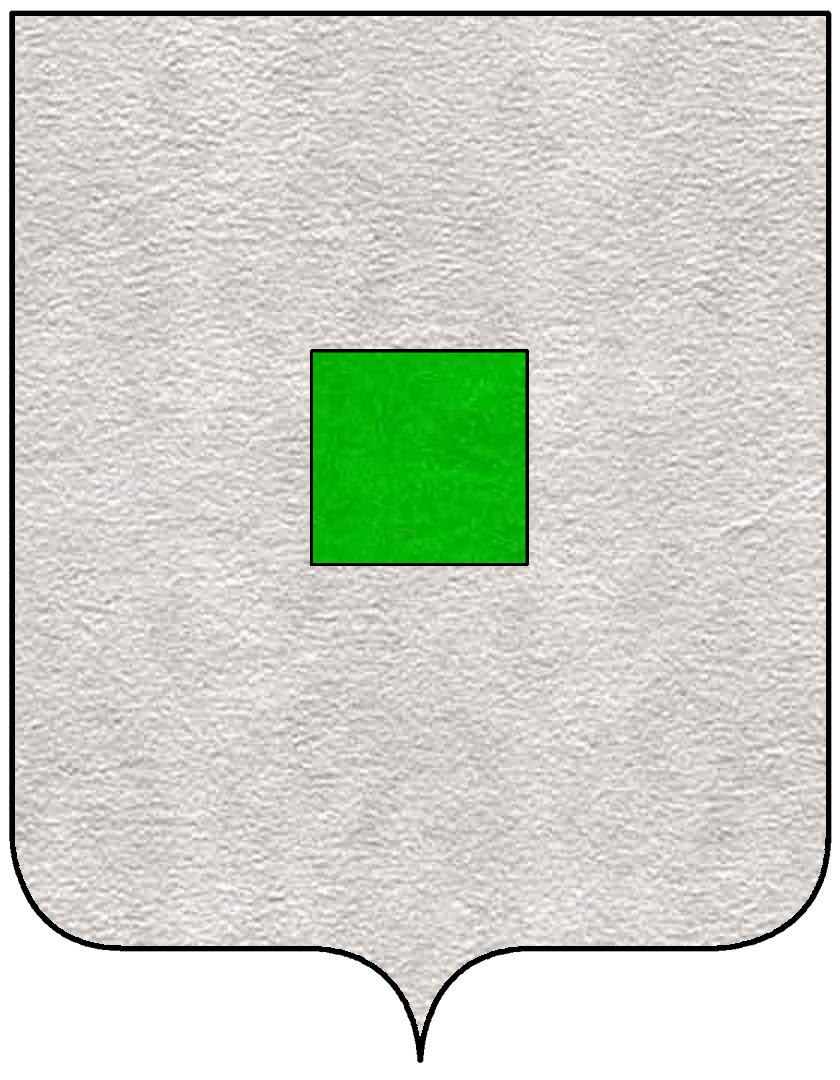
Quadretto

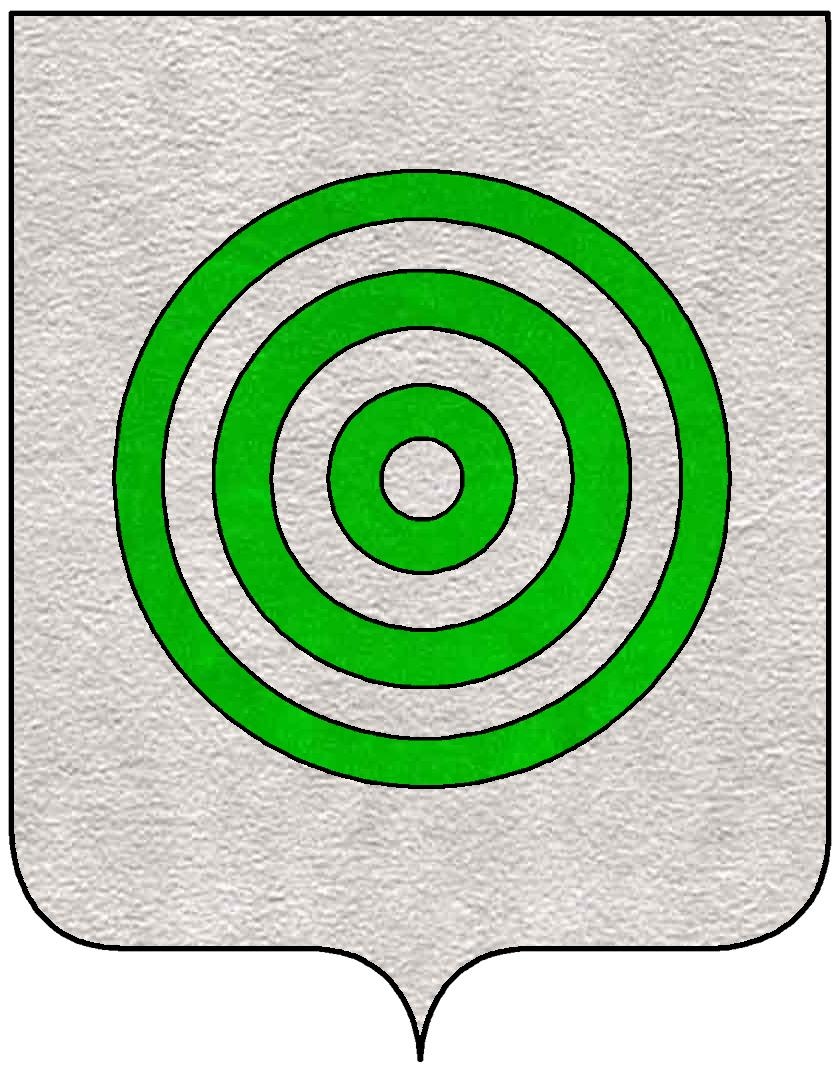
Cerchi concentrici
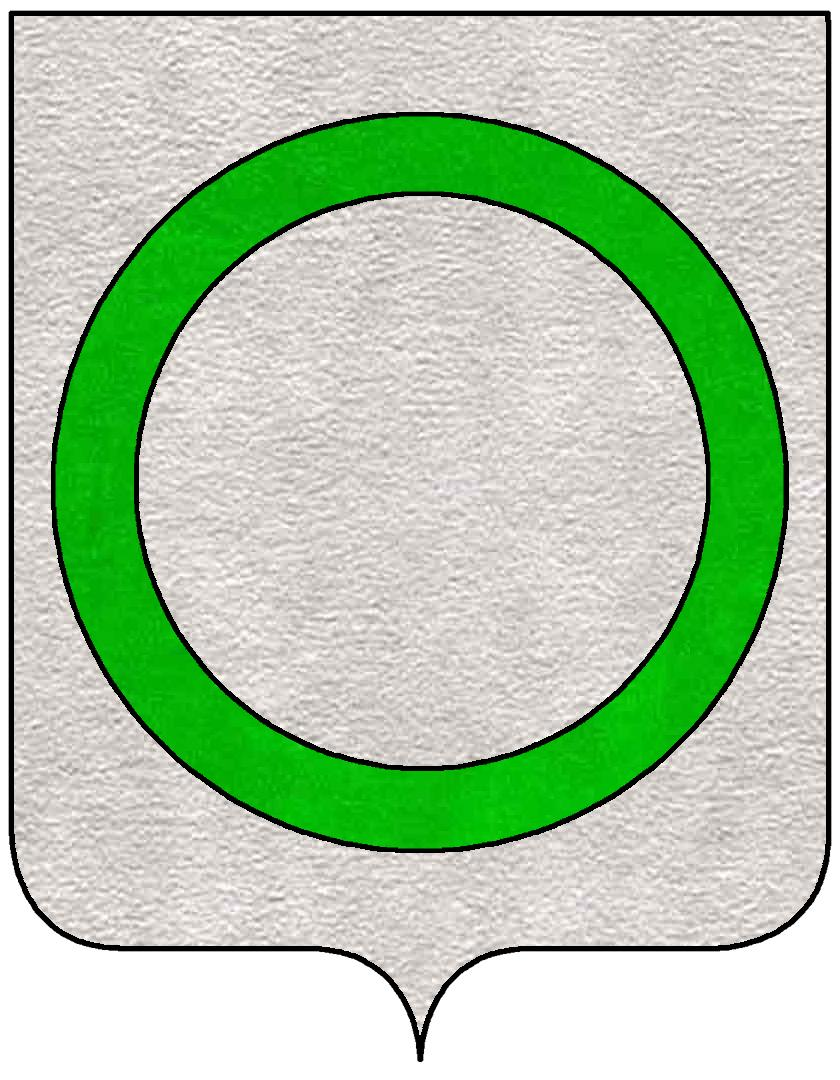
Cerchio
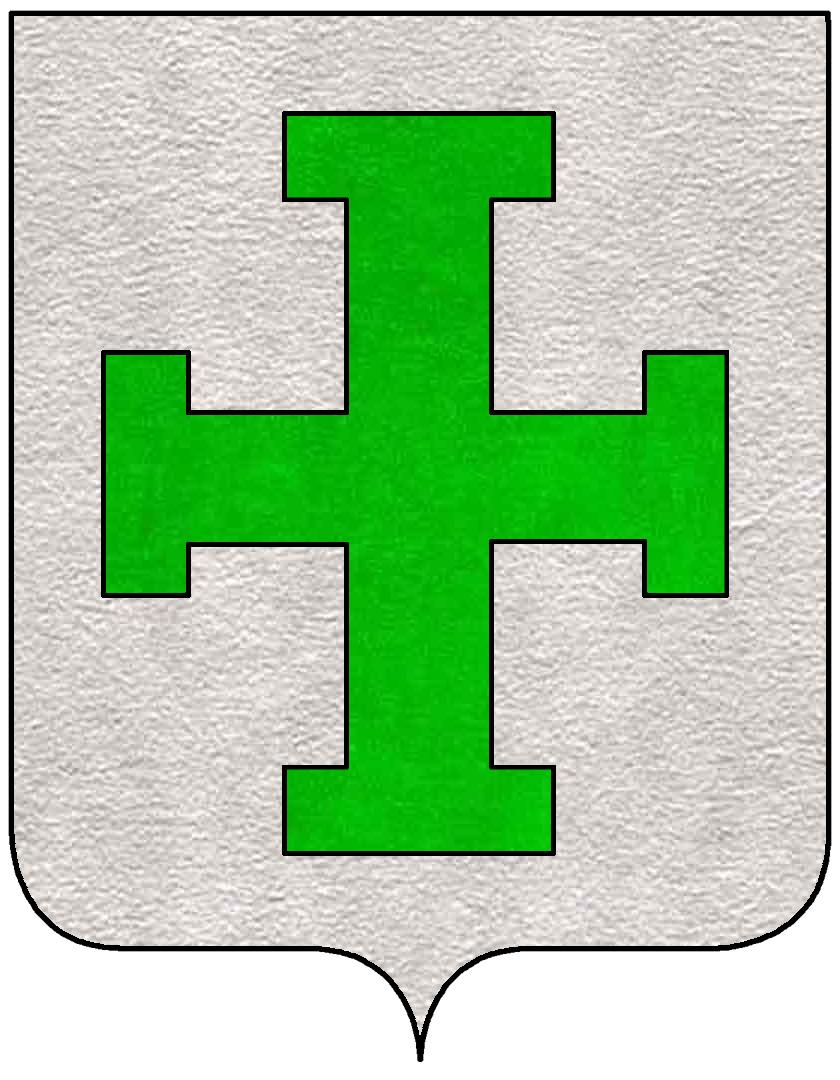
Croce potenziata (quando è mobile)

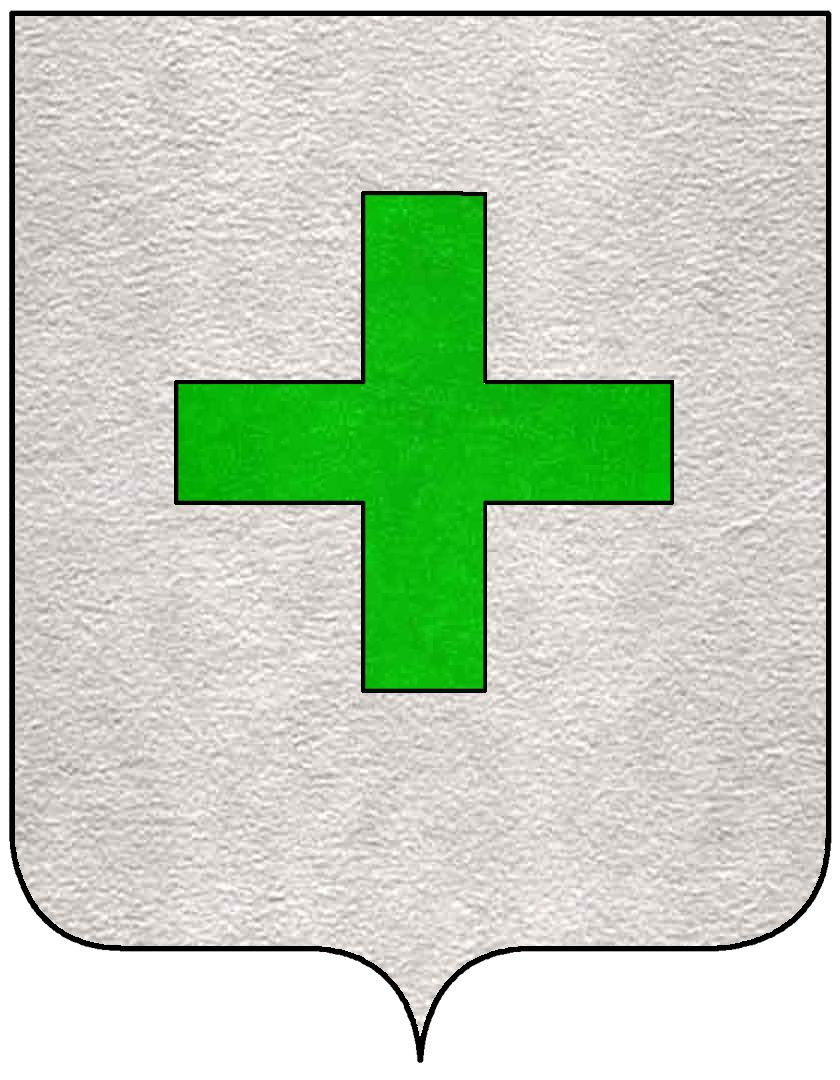
Crocetta
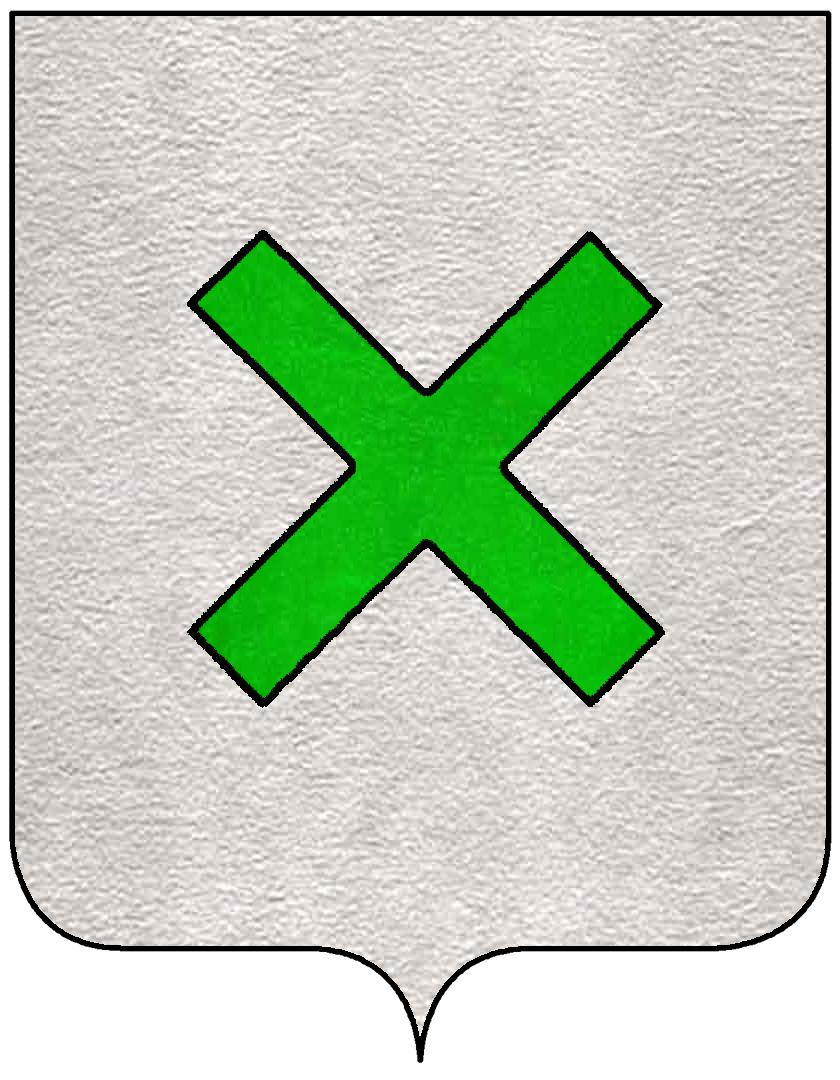
Crocetta in decusse
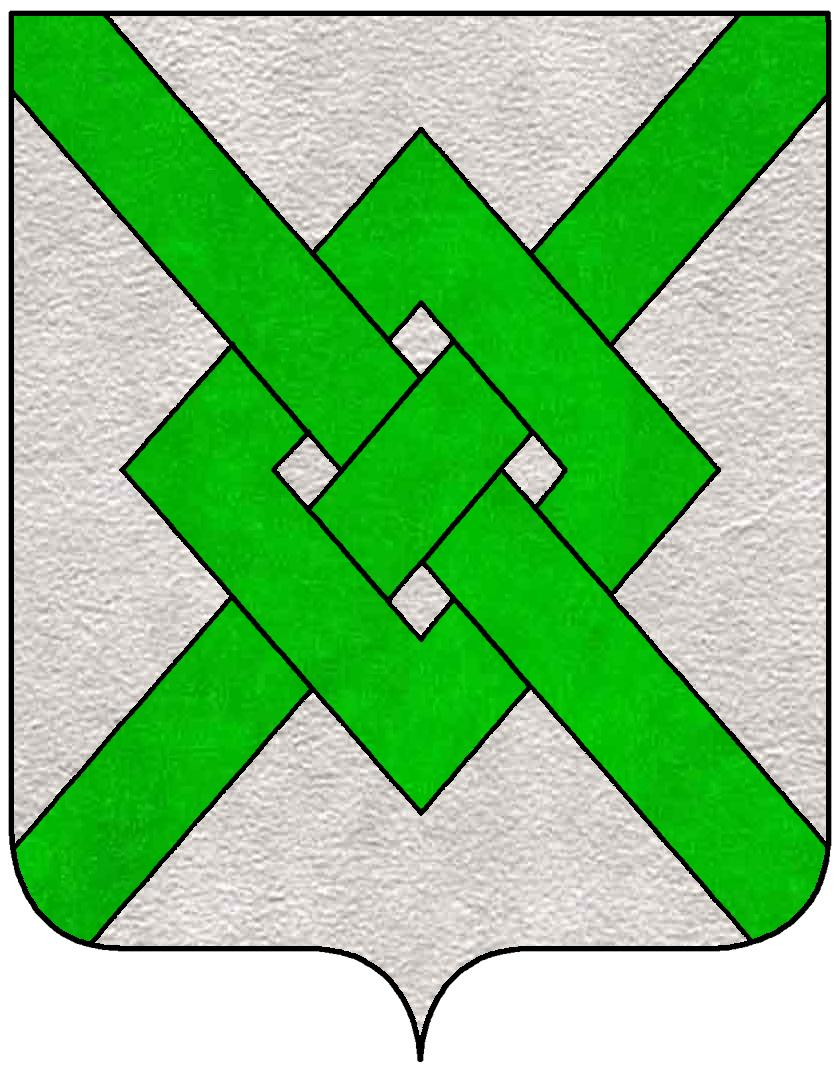
Frette inglese

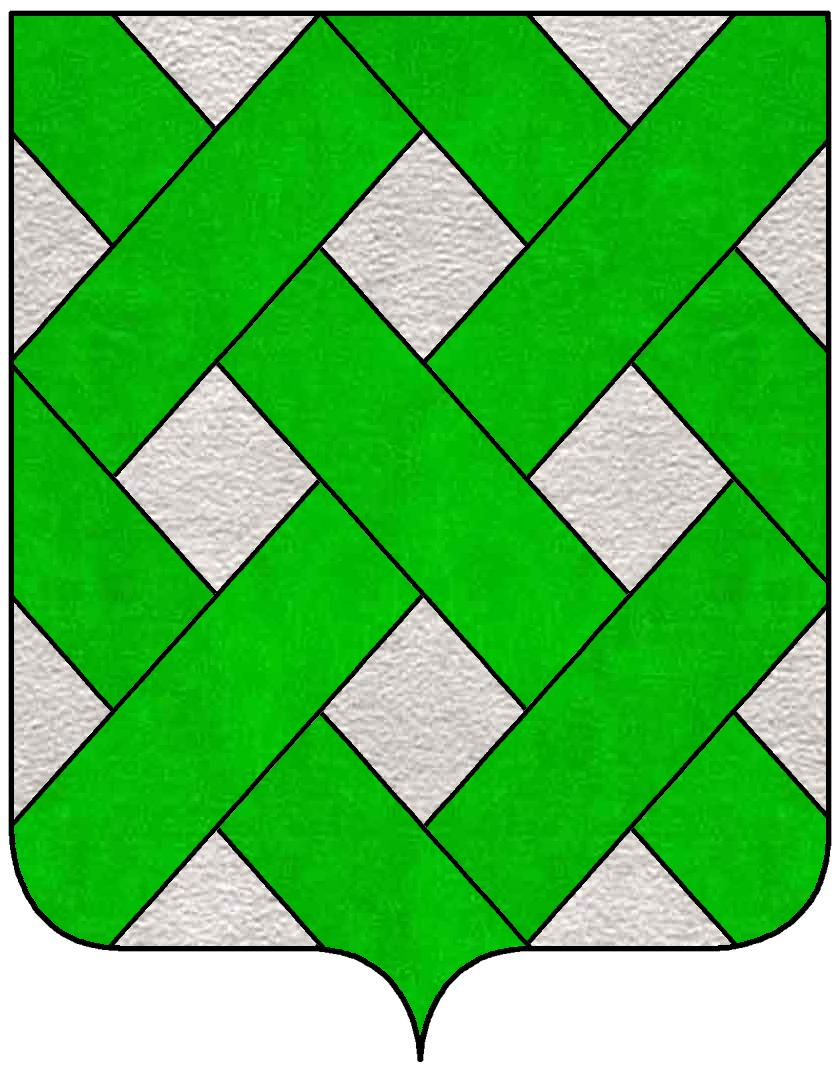
Frette francese
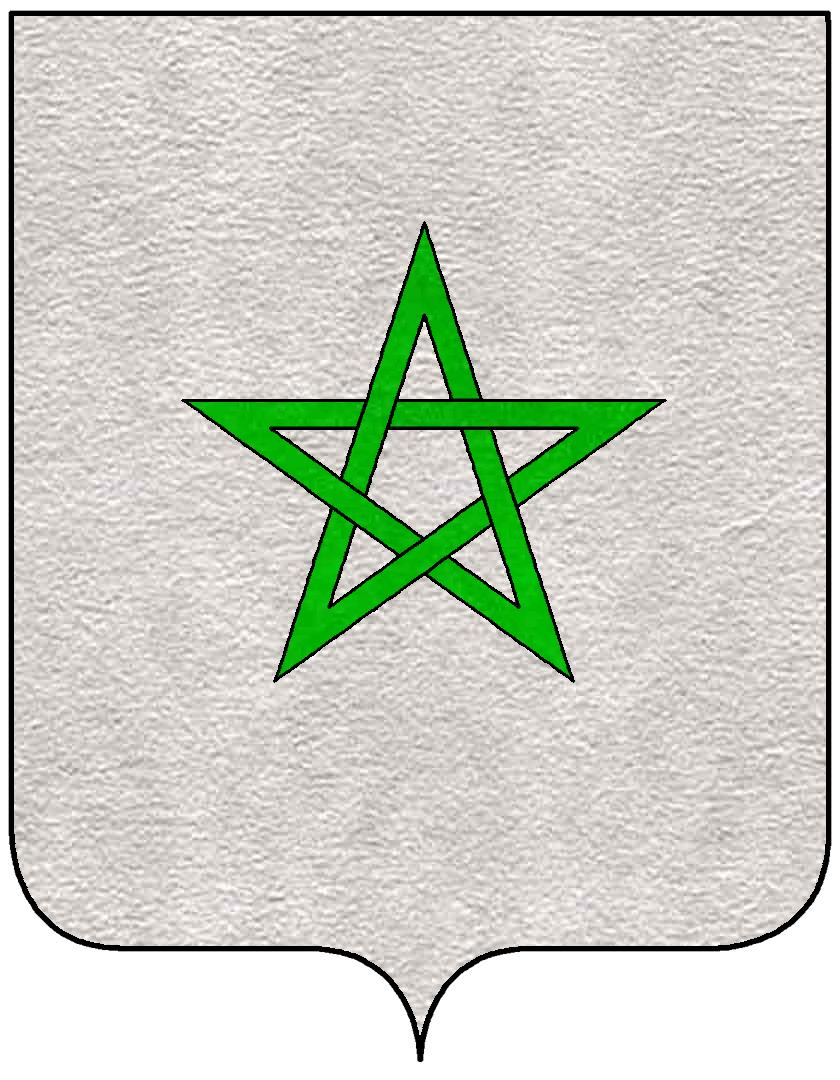
Pentalfa
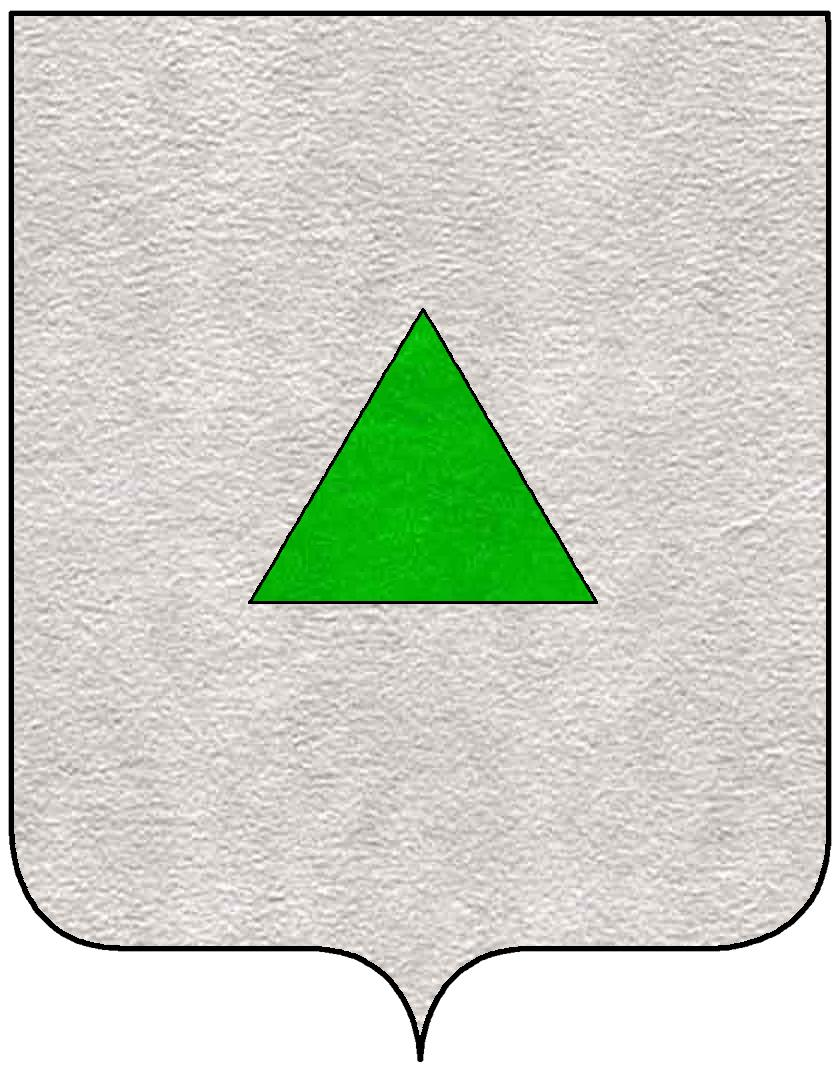
Triangolo

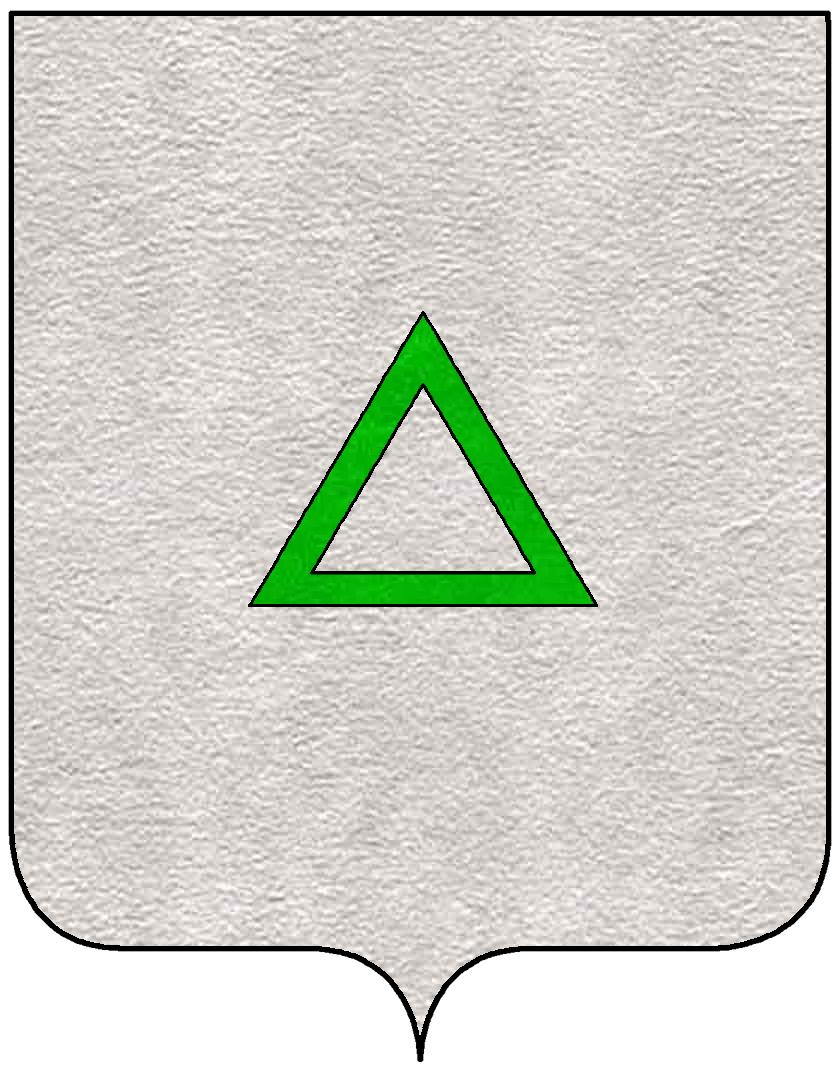
Triangolo vuoto
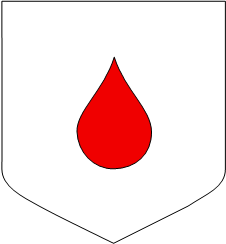
Goccia

Secondo il Manno questa definizione si applica a tutte le forme speciali tipiche dell'araldica e che non siano delle pezze onorevoli. Così le seguenti: biglietti, bisante, bordatura, campagna, cantone, fuso, gherone, orlatura, pianura, pila, punta, quartier franco, rombo, scudetto, stecconata, tortello, ecc.
Non tutti gli araldisti concordano con il Manno, che distingue le pezze onorevoli dalle pezze araldiche, ma utilizzano quest'ultimo termine per indicare in generale un qualunque carico di forma geometrica, che ha una posizione fissa sullo scudo. 
Alcune di queste pezze, le più semplici e le più antiche, sono dette da altri onorevoli, mentre le altre sono definite talora ordinarie (o "di second'ordine"). Questa distinzione non è rigida e dipende dagli autori e non ha in effetti una grande importanza, poiché non influenza né la creazione né la lettura del blasone.
Un primo sistema apparentemente perentorio consiste nel definirle per estensione, vale a dire fornendone un elenco esaustivo. Un secondo sistema fornisce un criterio oggettivo che hanno una posizione fissa sullo scudo con la restrizione ma che non sono pezze onorevoli.  
La lista delle pezze onorevoli è ben lontana dall'essere universalmente riconosciuta. Se si aggiunge a questo che le pezze onorevoli ridotte (come la divisa, fascia ridotta) per alcuni diventano pezze di second'ordine, mentre per altri formano una categoria particolare, detta delle pezze ridotte, che alcuni autori hanno chiamato pezze meno onorevoli. In ogni caso, questa terminologia va a costituire la metalingua dell'araldica, ma non influisce sulla blasonatura.